# Přirozený výskyt
Jako přirozený výskyt se označuje relativní výskyt izotopů určitého prvku na dané planetě. Liší se na různých planetách i na různých místech na Zemi, ale v krátkém časovém měřítku zůstává stálý.
Například uran má tři přírodní izotopy: 238U, 235U a 234U. Jejich přirozené výskyty (vyjádřené molárními zlomky) jsou 99,2739–99,2752 %, 0,7198–0,7202 % a 0,0050–0,0059 %. Pokud by tedy byl analyzován vzorek obsahující například 100 000 atomů uranu, dalo by se očekávat, že v něm bude nalezeno 99 274 atomů 238U, 720 atomů 235U a pouze 5 nebo 6 atomů 234U. Rozdílné výskyty jsou způsobeny rozdílnými poločasy přeměny; přibližně 4,47×109 let u 238U, 7,04×108 let u 235U a 2,455×105 let u 234U.
Jelikož různé izotopy uranu mají různé poločasy přeměny, tak bylo přirozené složení uranu na Zemi v minulosti jiné. Například před 1,7×109 lety byl přirozený výskyt 235U 3,1 % a tak mohl vzniknout přírodní jaderný reaktor, což dnes již není možné.
Přirozený výskyt určitého izotopu může být ovlivněn i pravděpodobností jeho tvorby při nukleosyntéze, což lze pozorovat mimo jiné u samaria (radioaktivní 147Sm a 148Sm jsou mnohem rozšířenější než stabilní 144Sm), a také, když izotopy některých prvků vznikají radioaktivními přeměnami (například radiogenní izotopy olova).

## Odchylky v přirozeném výskytu
Studiem Slunce a starých meteoritů bylo zjištěno, že Sluneční soustava byla původně téměř homogenní, co se týče izotopového složení. Bylo také prokázáno, že se do sluneční mlhoviny dostaly izotopy s krátkými poločasy (již přeměněné na stabilní) z exploze supernovy, která mohla spustit její kolaps. Odchylky izotopového složení na Zemi se měří v promilích, neboť jsou menší než 1 procento.
Výjimku tvoří zrna nalezená v některých meteoritech; neprošla homogenizací a často nesou jaderný podpis zvláštních nukleosyntetických procesů při vzniků prvků, ze kterých se skládají.